# Râul Burduja
Râul Burduja este un curs de apă, afluent al râului Urechioiu. 